# Catedral de Mármol
Catedral de Mármol är en reservoar i Chile.   Den ligger i regionen Región de Aisén, i den södra delen av landet, 1 500 km söder om huvudstaden Santiago de Chile. Catedral de Mármol ligger 301 meter över havet. Den ligger vid sjön Lago Buenos Aires.
Trakten runt Catedral de Mármol är nära nog obefolkad, med mindre än två invånare per kvadratkilometer.